# Wyoming-Klasse
Die Wyoming-Klasse war eine Klasse von zwei Schlachtschiffen der United States Navy, die vor dem Ersten Weltkrieg gebaut wurden und noch im Zweiten Weltkrieg zum Einsatz kamen.

## Geschichte

### Planung
Bedingt durch den schnellen Ausbau der Kriegsflotten in Europa und das Fehlen eines geplanten 356-mm-Geschützes mussten die Konstrukteure die Anzahl der schweren Geschütze erhöhen. Dies war nur durch die Erhöhung der Anzahl der Zwillingstürme der Schweren Artillerie auf sechs möglich. Über die Möglichkeit, Drillingstürme zu verwenden, wurde in der United States Navy bereits nachgedacht. Dies konnte aufgrund fehlender Unterstützung jedoch nicht umgesetzt werden.
Die Bewilligung des Baus erfolgte mittels Gesetz im März 1909.

### Bau
Die Wyoming (BB-32) wurde am 9. Februar 1910 bei William Cramp and Sons, Philadelphia, auf Stapel gelegt. Ihr Stapellauf erfolgte am 25. Mai 1911. Fertiggestellt wurde sie am 25. September 1912.
Die Arkansas (BB-33) wurde am 25. Januar 1910 bei New York Shipbuilding, Camden, auf Stapel gelegt, lief am 14. Januar 1911 vom Stapel und wurde am 17. September 1912 fertiggestellt.
Die Bauzeit betrug jeweils etwa 32 Monate.

## Technische Beschreibung

### Abmessungen
Die Schiffe der Wyoming-Klasse waren erheblich größer als ihre Vorgänger der Florida-Klasse. Sie hatten eine Länge von insgesamt 170,3 m, waren 28,4 m breit und hatten einen Tiefgang von 8,7 m. Die Konstruktionsverdrängung betrug 26.000 t und die größte Verdrängung 27.700 t. Somit waren sie durch den zusätzlichen Turm der Schweren Artillerie etwa 12 m länger und, was der längere Rumpf und die dadurch strömungsgünstigere Form ermöglichte, 2 m breiter als die Florida-Klasse. Dies verbesserte den Unterwasserschutz, da so mehr Raum zwischen Maschinenräumen, Munitionskammern und der Außenwand zur Verfügung stand. Durch Umbauten zwischen 1925 und 1928 stieg die Breite durch den Anbau von Torpedowulsten auf 32,3 m, der Tiefgang auf 9,7 m, die Konstruktionsverdrängung auf 29.000 t und die größte Verdrängung auf 31.000 t. Die Standardverdrängung betrug 26.100 t.
Die Standardverdrängung des Typschiffs betrug 1945 – nachdem ihre gesamte schwere Artillerie entfernt worden war – 19.700 t. Eine Besonderheit der Rumpfform war, dass die Schiffe als Glattdecker ausgelegt waren, also das Oberdeck vom Heck bis zum Bug durchgängig war. Dies hatte zur Folge, dass es, um am Bug die nötige Freibordhöhe (Abstand von Wasserlinie zum Oberdeck) zum Schutz vor überkommenden Wellen zu erhalten, vom Heck zum Bug kontinuierlich um fast 3 m anstieg. Das Freibord betrug am Heck gut 5 m, am Bug knapp 8 m.

### Antrieb und Steuerung
Nach Überlegungen, eine gemischte Antriebsanlage aus Kolbenmaschinen und Turbinen zu verwenden, entschied man sich für einen reinen Turbinenantrieb. Dieser bestand aus vier Parsons-Turbinen, die auf je eine Welle und Schraube wirkten. Den nötigen Dampf lieferten vier kohle- und 12 ölbeheizte Babock-Kessel. Diese Antriebsanlage leistete bei der Wyoming 31.437 WPS und der Arkansas 28.533 WPS, was Geschwindigkeiten von 21,22 Knoten bzw. 21,05 Knoten ermöglichte. Das Maschinengewicht betrug 2095 t bzw. 2178 t. Der Vorrat an Brennstoff betrug 1.990 t Kohle, maximal 2.641 t Kohle, und 400 t Öl. Damit war eine Fahrstrecke von 8.000 sm bei 10 Knoten möglich. Zum Abzug der Abgase waren zwei Schornsteine verbaut.
Bei den Umbauten wurden die Babock-Kessel durch vier ölgefeuerte White-Forster-Kessel ersetzt, womit eine Leistung von 28.000 WPS und eine Geschwindigkeit von 20,5 Knoten erreicht wurde. Der Treibstoffvorrat betrug 5.100 t Öl. Nach den Umbauten wurde nur ein Schornstein benötigt, wodurch sich das Aussehen der Schiffe änderte.
Die Wyoming hatte ab etwa 1933 eine Antriebsleistung von 20.000 WPS, was eine Geschwindigkeit von 18 Knoten ermöglichte.
Zur Steuerung war ein Ruder vorhanden.

### Bewaffnung

#### Schwere Artillerie
Die schwere Artillerie bestand aus zwölf 305-mm-SK L/50 Mark 7. Diese Geschütze waren eine neue Konstruktion, die erstmals auf diesen Schiffen eingesetzt wurde, und das letzte auf US-amerikanischen Schlachtschiffen verwendete 305-mm-Geschütz. Lediglich für die Kreuzer der Alaska-Klasse griff die United States Navy später auf dieses Kaliber zurück. Diese Geschütze konnten 334 kg schwere Granaten bei einer maximalen Rohrerhöhung von 15° 24,9 km weit verschießen. Aufgestellt waren sie in sechs 607 t schweren Zwillingstürmen in der Mittschiffslinie. Diese Türme waren in Zweiergruppen angeordnet und vom Bug zum Heck mit A, B, C, D, E und F bezeichnet. Ziele konnten mindestens von zwei Geschütztürmen beschossen werden, bei einer Breitseite auch von allen sechs. Die Aufbauten, Schornsteine und Gittertürme befanden sich zwischen den Türmen B und C, jedoch wurden bei späteren Umbauten die hinteren Gittertürme durch Türme zwischen Turm D und E ersetzt.
Bei späteren Umbauten der Wyoming 1932 und 1944 wurden erst die Türme C, D und E, und schließlich die gesamte schwere Artillerie entfernt.

#### Mittelartillerie und Flugabwehr
Die Mittelartillerie bestand zu Beginn aus 21 127-mm-SK L/51 Mark 15, die 22,7 kg schwere Granaten bei einer maximalen Rohrerhöhung von 45° über 13,2 km verschießen konnten. Sie wiesen eine Kadenz von sieben Schuss pro Minute auf. Aufgestellt waren sie zu beiden Seiten der Schiffe sowie am Heck, teils in Kasematten, teils frei an Deck. Die Geschütze beiderseits am Bug vor Turm A und am Heck wurden 1919 ausgebaut, da sie durch die Bug- und Heckwelle nicht zu benutzen waren, womit sich ihre Anzahl auf 16 verringerte. Nachfolgend kam es zu weiteren Änderungen der Mittelartillerie und Flak, etwa den Einbau von zwei 76-mm-L/50-Flugabwehrgeschützen Mark 10, die 5,9 kg schwere Granaten 16,3 km weit und 9,5 km hoch schießen konnten. Somit waren diese in der Lage, hoch fliegende Bomber abzuschießen. Sie erreichten eine Kadenz von zehn Schuss pro Minute. Ihre Anzahl wurde bei den Umbauten von 1925 bis 1928 auf acht erhöht und später auch andere Flugabwehrwaffen, etwa 40-mm-Flak, installiert. Die Wyoming führte ab ihrem Umbau 1944 und dem Abbau der schweren Artillerie eine Schulbewaffnung von unter anderem acht 127-mm-Flugabwehrzwillingstürmen.

#### Torpedobewaffnung
Die Torpedobewaffnung bestand aus zwei auf den Breitseiten unter Wasser angeordneten 533-mm-Torpedorohren. Diese wurden bei den Umbauten 1925 und 1928 entfernt.

#### Feuerleitung, Entfernungsmesser, Sensoren, Aufklärungsflugzeuge
Zu Beginn standen die beiden Gittermarsen mit ihren zuerst offenen, ab 1919 geschlossenen Marsen zur Feuerleitung und -beobachtung, sowie Scheinwerfer für Nachtgefechte, zur Verfügung. Über die ursprünglichen Entfernungsmesser und Feuerleitgeräte ist nichts bekannt.
Ab 1919 standen Entfernungsmessgeräte auf der Brücke sowie den Türmen B, C und E zur Verfügung.
Beim Umbau 1925 und 1928 wurde auf Turm C ein Katapult für drei mitgeführte Wasserflugzeuge installiert, später zusätzlich verschiedene Radarantennen.

### Schutzsysteme

#### Panzerschutz
Die Schiffe waren mit einer Seitenpanzerung ausgestattet, die an Vorder- und Hinterseite von Panzerquerschotten begrenzt wurde. Ein Zitadellpanzer bildete eine Verlängerung des Seitenpanzers im Bereich der Aufbauten nach oben. Über den wichtigen Antriebsräumen und Munitionskammern der schweren Artillerie befanden sich zwei Panzerdecks. Zusätzlicher Panzerschutz wurde für Rauchfänge, schwere Artillerie, den Kommandoturm und unter Wasser für Torpedoschotts bereitgestellt.
Die Seitenpanzerung war achtern des Turms F 127 mm, im Bereich der lebensnotwendigen Vitalia 279 mm, wo sie sich unterhalb der Wasserlinie keilförmig auf 229 mm verringerte, und vor Turm A 127 mm stark, die Panzerquerschotten achtern 229 mm und am Bug 279 mm, der auf dem Seitenpanzer im Bereich seiner größten Stärke aufsetzende Zitadellpanzer 165 mm. Er deckte auch die in Kasematten aufgestellten 127-mm-Geschütze.
Das Panzerdeck als Horizontalpanzerung war 63 mm stark, über den lebensnotwendigen Einrichtungen waren zwei Panzerdecks mit je 25 mm bis 76 mm Stärke vorhanden. Diese wurden bei den Umbauten zwischen 1925 und 1928 auf oben 25 mm bis 51 mm, unten 51 mm bis 76 mm verstärkt.
Die Rauchfänge, die zum Schutz der unter ihnen liegenden Kesselräume vor Granaten dienten, aber zudem den Durchlass des Rauchs der Kessel sicherstellten, waren 165 mm stark gepanzert.
Die Türme der schweren Artillerie waren an der Stirnseite 305 mm, an den Seiten 229 mm und an der Decke unbekannt stark gepanzert. Die Barbetten waren 279 mm stark gepanzert.
Der Kommandoturm war 305 mm stark gepanzert. Über die Panzerung der Röhre, die ihn mit dem Panzerdeck verband, ist nichts bekannt.
Die Panzerung der Torpedoschotts war 38 mm stark.

#### Struktureller Schutz
Bei den Umbauten wurden zusätzlich zu den Torpedoschotts Torpedowulste eingebaut, wodurch sich die Breite der Schiffe um etwa 4 m erhöhte. Diese dienten ebenfalls dazu, die Wucht von Unterwasserexplosionen von den Vitalia fernzuhalten und deren Druckwellen abzuschwächen.

### Besatzung
Die Besatzungsstärke bestand aus 1063 Personen, vergrößerte sich durch die Umbauten auf 1330 bei der Wyoming und 1650 bei der Arkansas und betrug 1945 bei der Wyoming noch 400 Mann (evtl. nur Stammbesatzung, da sie zu dem Zeitpunkt Schulschiff war).

## Einheiten

### Wyoming (BB-32)
Die Wyoming gehörte nach ihrer Fertigstellung der Atlantikflotte an, wurde im November 1917 zur britischen Grand Fleet detachiert. Nach dem Kriegsende lief sie zurück in die USA, wurde von 1919 bis 1920 und 1923 überholt und 1926 bis 1927 bei Philadelphia Navy Yard umgebaut.
1931 wurde sie entmilitarisiert sowie rückgebaut und ab Mai 1931 unter der Kennung AG 17 als Schulschiff eingesetzt. 1944 wurde sie erneut umgebaut.
Zwischen 1942 und 1945 wurde sie zur Ausbildung an der Flak eingesetzt.
Außer Dienst gestellt wurde sie am 1. August 1947, am 16. September 1947 gestrichen, am 30. Oktober 1947 zum Abwracken verkauft und bis 1948 in Newark abgewrackt.

### Arkansas (BB-33)
Die Arkansas gehörte nach ihrer Fertigstellung ebenfalls der Atlantikflotte an, wurde im Juli 1918 zur Grand Fleet detachiert und kehrte im Dezember 1918 in die USA zurück.
Von 1919 bis 1921 gehörte sie der Pazifikflotte an, danach wieder der Atlantikflotte. Von 1925 bis 1926 wurde sie bei Philadelphia Navy Yard umgebaut. Im Anschluss gehörte sie bis 1932 der Atlantik- und dann der Pazifikflotte, seit 1934 exklusiv der Atlantikflotte an.
Im Juni 1941, vor dem Hintergrund des Zweiten Weltkrieges in Europa, unterstützte sie die US-amerikanische Truppenanlandung auf Island zur Unterstützung der dort bereits stationierten britischen Soldaten.
Von September 1941 bis April 1944 sicherte sie elf Konvoys von den USA nach Schottland, Casablanca und Irland. 1942 wurde sie zwischenzeitlich bei Norfolk Navy Yard umgebaut.
Ab dem 6. Juni 1944 unterstützte sie die Landung alliierter Truppen in der Normandie (Operation Overlord), beschoss am 25. Juni 1944 Cherbourg, das von deutschen Truppen verteidigt wurde, und unterstützte später die Landung alliierter Truppen in Südfrankreich (Operation Dragoon).
Nach ihrer Rückkehr in die USA im September 1944 wurde sie in Boston generalüberholt und ab Februar 1945 im Pazifikkrieg gegen Iwo Jima und im März 1945 gegen Okinawa eingesetzt.
Nach dem Kriegsende kehrte sie in die USA zurück und wurde außer Dienst gestellt.
1946 wurde sie bei den beiden Atombombentests von Operation Crossroads im Bikini-Atoll als Zielschiff verwendet. Sie blieb beim ersten Test „Able“ am 1. Juli 1946 schwimmfähig. Beim zweiten Test „Baker“, bei dem auch die Nagato so schwer beschädigt wurde, ging die Arkansas am 25. Juli 1946 unter.